# Bernardo de Hoyos
Bernardo Francisco de Hoyos de Seña, S.J. (Torrelobatón, 21 de agosto de 1711 – Valladolid, 29 de novembro de 1735), mais conhecido simplesmente como Bernardo de Hoyos, foi um padre católico espanhol, místico e membro da Companhia de Jesus. Ele é mais conhecido por sua ardente devoção ao Sagrado Coração e por sua constante promoção até sua morte prematura. É o único homem místico que se uniu em matrimônio espiritual com Jesus. Foi beatificado pela Igreja Católica no dia 18 de abril de 2010, em Valladolid.

## Vida

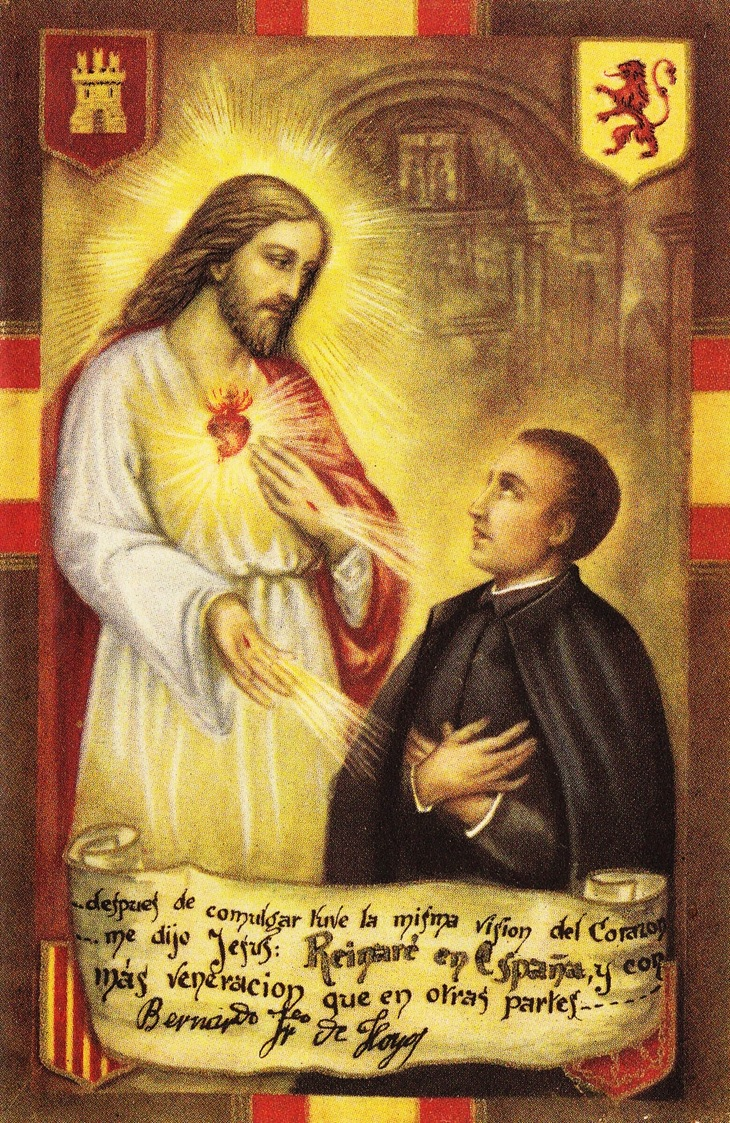
Bernardo de Hoyos com o Sagrado Coração de Jesus

Bernardo Francisco de Hoyos de Seña nasceu em 21 de agosto de 1711, filho de Don Manuel de Hoyos e Doña Francisca de Seña. Foi batizado no dia 6 de setembro na igreja paroquial local com o nome de "Bernardo Francisco Javier"; foi nomeado em homenagem a Bernardo de Claraval e Francisco Xavier.  Seu pai trabalhava na Câmara Municipal de Torrelobatón, perto de Valladolid. Ele recebeu sua Confirmação em 1720. 
Ingressou nos colégios jesuítas de Medina del Campo e Villagarcía de Campos e posteriormente ingressou no noviciado sob a direção de Félix de Vargas em 11 de julho de 1726. Fez os votos simples em 1728. Fez estudos filosóficos no Colégio de San Pedro i San. Pablo em Medina del Campo. Em setembro de 1731 iniciou seus estudos teológicos no Colégio de San Ambrosio em Valladolid. Teve experiências espirituais e revelações sobre o Sagrado Coração de Jesus que o levaram a difundir esta devoção e adoração. Foi ordenado sacerdote em 2 de janeiro de 1735 com dispensa especial por não ter idade suficiente. Em 6 de janeiro de 1735 celebrou sua primeira missa no Colégio de San Ignacio.
No final de abril de 1733, ele recebeu uma carta de seu amigo Augustine Cadaveraz (em Bilbao) depois de ter solicitado ao padre que traduzisse um capítulo em latim sobre Corpus Christi do livro de Joseph de Gallifet "Sobre a Devoção ao Sagrado Coração de Jesus".  No dia 3 de maio de 1733 tirou o livro da biblioteca da casa e levou-o para o seu quarto onde começou a lê-lo; o Sagrado Coração o inspirou e o iluminou. No dia 4 de maio relatou ter recebido uma visão de Jesus Cristo que lhe disse: “Desejo que espalhe a devoção ao Meu Sagrado Coração por toda a Espanha”. Cristo voltou para ele em outra visão em 14 de maio. Em 12 de junho de 1733 consagrou-se ao Sagrado Coração usando a mesma fórmula usada por Claude La Colombière.   Ele distribuiu folhetos para a devoção e até escreveu uma carta ao rei Filipe V pedindo seu apoio no pedido à Santa Sé para aprovar uma festa especial para o Sagrado Coração. 
Em 1726 tanto Luís de Gonzaga como Estanislau Kostka foram ambos canonizados pelo Papa Bento XIII; os dois se tornaram modelos de santidade para o padre jesuíta e também para João Berchmans, que já estava em vias de canonização. Berchmans, em particular, foi uma influência importante para ele. 
Adoeceu com tifo e morreu em 29 de novembro de 1735 no Colégio de San Ignacio; sua condição piorou a partir de 19 de novembro.  Seus restos mortais foram enterrados no Colégio de San Ignacio; seus restos mortais foram posteriormente removidos para um lugar desconhecido. 

## Beatificação

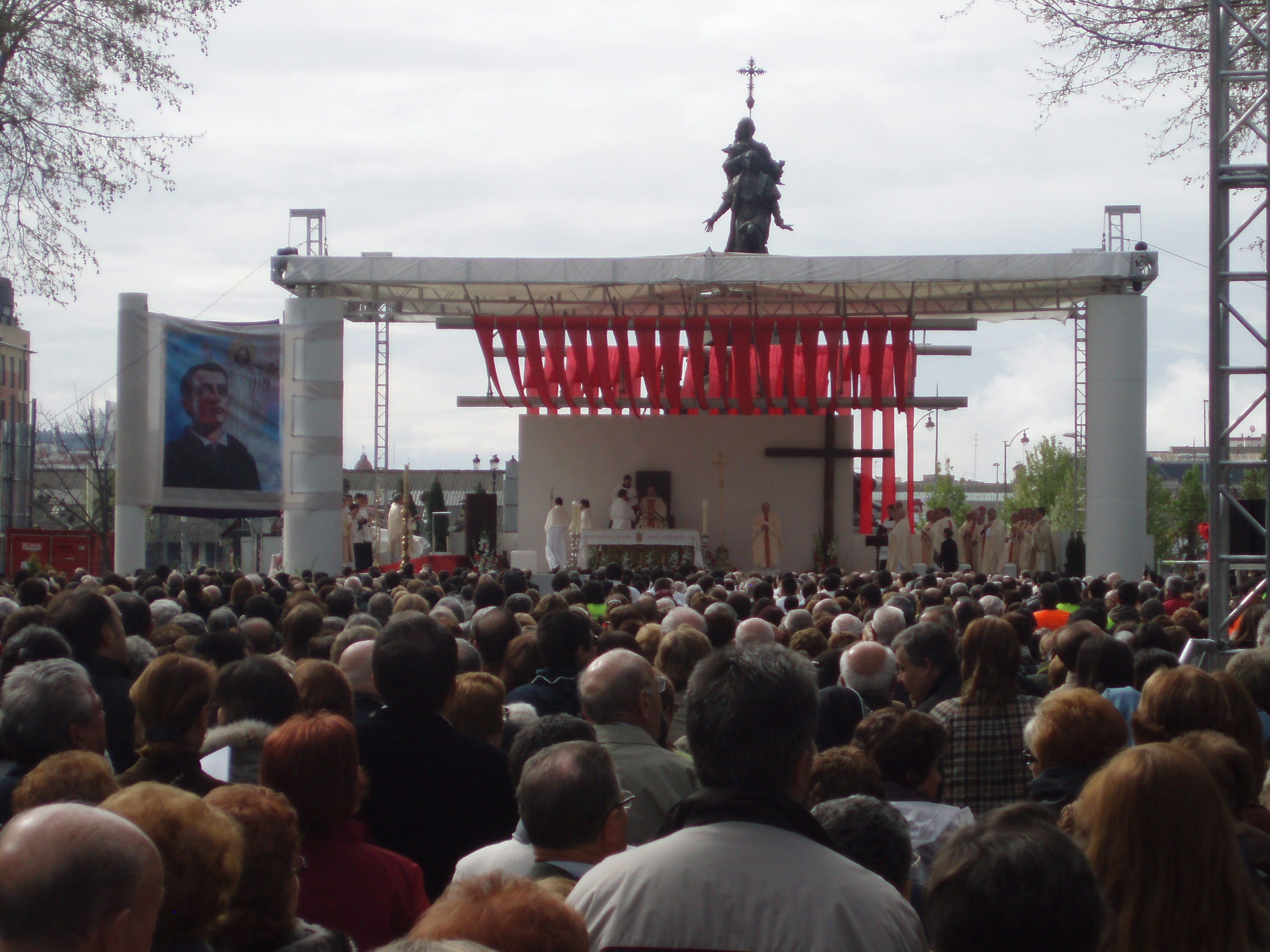
Beatificação de Bernardo em 2010.

O processo de beatificação começou na Arquidiocese de Valladolid num processo informativo que o Cardeal Antonio María Cascajares y Azara inaugurou em 17 de outubro de 1895 e posteriormente encerrou em 1899, enquanto seus escritos receberam a aprovação dos teólogos em 7 de junho de 1902; um processo apostólico também foi realizado em Valladolid, supervisionado pelo Cardeal José Cos y Macho de 1914 a 1919. A introdução formal à causa ocorreu em 11 de fevereiro de 1914, sob o Papa Pio X, e o falecido padre jesuíta foi feito Servo de Deus.
Os historiadores avaliaram e aprovaram a causa em 31 de maio de 1961, enquanto a postulação submeteu a Positio à Congregação para as Causas dos Santos em 1990. Os teólogos concordaram com a causa mais tarde, em 27 de junho de 1995, assim como a CCS em 12 de dezembro de 1995. Papa João Paulo II nomeou-o Venerável em 12 de janeiro de 1996, após confirmar que o falecido padre jesuíta viveu uma vida de virtudes heróicas. O processo para um milagre durou na Espanha de 11 de novembro de 1947 a 8 de outubro de 1949, sendo validado em 1 de março de 1996; o milagre em questão foi a cura de Mercedes Cabezas, em 22 de abril de 1936, da febre tifóide e de um grave tumor em San Cristóbal de la Cuesta, em Salamanca.  Um conselho médico aprovou isso em 13 de março de 2008, com os teólogos fazendo o mesmo em 7 de julho de 2008 e a CCS logo depois, em 18 de novembro de 2008. O Papa Bento XVI aprovou isso em 17 de janeiro de 2009 e delegou ao Arcebispo Angelo Amato a presidência da beatificação em Espanha em 18 de abril de 2010.
O atual postulador da causa é o padre jesuíta Anton Witwer.